# Kabinett Butkevičius

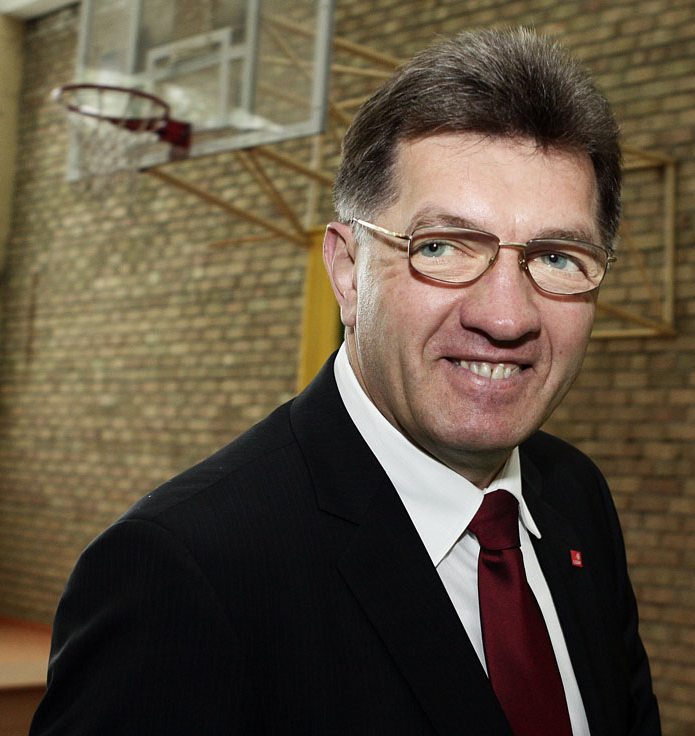
Premierminister Algirdas Butkevičius, 2009

Das Kabinett Butkevičius war die 16. litauische Regierung seit 1990.

## Geschichte
Algirdas Butkevičius (LSDP) wurde Premierminister am 22. November 2012, etwa fünf Wochen nach der Parlamentswahl 2012. Das Regierungsprogramm wurde vom Seimas bestätigt und die Regierung wurde am 13. Dezember 2012 vereidigt. Die neue Regierung wurde nach den Parlamentswahl in Litauen 2012 gebildet. Die Koalitionspartner waren LSDP, Darbo partija (DP), Tvarka ir teisingumas (TT) und bis August 2014 Lietuvos lenkų rinkimų akcija (LLRA). Nach der Europawahl in Litauen und der Präsidentschaftswahl in Litauen 2014 wurden manche Minister zu EU-Politikern.

## Minister
Das Durchschnittsalter war 53,5 Jahre (2012). Am Ende der Amtszeit (im Sommer 2016) gab es mehr als 30 Jahre Unterschied zwischen dem ältesten Regierungsminister Rimantas Sinkevičius, 64 Jahre, und dem jüngsten Minister Juras Požela, 34 Jahre. Im Jahr 2012 war der älteste Minister Vytenis Andriukaitis mit 61 Jahren und 2016 war der jüngste Minister Juras Požela mit 34 Jahren.
Insgesamt wurden sechs Frauen in die Regierung involviert.
Der Gesundheitsminister-posten blieb am Ende der Amtszeit wegen des gestorbenen Ministers zum ersten Mal in der litauischen (Gesundheits)politikgeschichte unbesetzt. Unter Ministern gab es sieben Ingenieure, sieben Juristen, vier Ökonomen und vier Chemiker.
Das Gesundheitsministerium hatte fünf Leiter (drei Amtsminister und zwei kommissarische Minister, Šadžius und Evaldas Gustas). Das Innenministerium hatte drei Minister.

## Zusammensetzung
| Ressort                  | Person                      | Lebensdaten | Beruf                        | Partei    | Zeit               | Zeit              |
| Ressort                  | Person                      | Lebensdaten | Beruf                        | Partei    | Von                | Bis               |
| ------------------------ | --------------------------- | ----------- | ---------------------------- | --------- | ------------------ | ----------------- |
| Premier                  | Algirdas Butkevičius        | * 1958      | Wirtschaftsingenieur         | LSDP      | 13. Dezember 2012  | 13. Dezember 2016 |
| Bildung und Wissenschaft | Dainius Pavalkis            | * 1960      | Arzt (Proktologe)            | DP        | 13. Dezember 2012  | 11. Mai 2015      |
| Bildung und Wissenschaft | Audronė Pitrėnienė          | * 1958      | Pädagogin                    | DP        | 28. Mai 2015       | 13. Dezember 2016 |
| Energie                  | Jarosław Niewierowicz       | * 1976      | Diplomat                     | LLRA      | 13. Dezember 2012  | August 2014       |
| Energie                  | Rokas Masiulis              | * 1969      | Manager                      | -         | 25. September 2014 | 13. Dezember 2016 |
| Finanzen                 | Rimantas Šadžius            | * 1960      | Chemiker, Jurist             | LSDP      | 13. Dezember 2012  | Juni 2016         |
| Finanzen                 | Rasa Budbergytė             | * 1960      | Verwaltungsjuristin          | LSDP      | Juni 2016          | 13. Dezember 2016 |
| Wirtschaft               | Birutė Vėsaitė              | * 1951      | Chemikerin                   | LSDP      | 13. Dezember 2012  | 3. Juni 2013      |
| Wirtschaft               | Evaldas Gustas              | * 1959      | Elektrotechniker             | LSDP      | 11. Juni 2013      | 13. Dezember 2016 |
| Verkehr                  | Rimantas Sinkevičius        | * 1952      | Chemiker                     | LSDP      | 13. Dezember 2012  | 13. Dezember 2016 |
| Kultur                   | Šarūnas Birutis             | * 1961      | Ökonom, Jurist               | DP        | 13. Dezember 2012  | 13. Dezember 2016 |
| Verteidigung             | Juozas Olekas               | * 1955      | Chirurg                      | LSDP      | 13. Dezember 2012  | 13. Dezember 2016 |
| Soziales und Arbeit      | Algimanta Pabedinskienė     | * 1965      | Bauingenieurin               | DP        | 13. Dezember 2012  | 13. Dezember 2016 |
| Landwirtschaft           | Vigilijus Jukna             | * 1968      | Zooingenieur                 | DP        | 13. Dezember 2012  | 16. Juli 2014     |
| Landwirtschaft           | Virginija Baltraitienė      | * 1958      | Betriebswirtin–Organisatorin | DP        | 17. Juli 2014      | 13. Dezember 2016 |
| Innen                    | Dailis Alfonsas Barakauskas | * 1952      | Maschinenbau-Ingenieur       | TT        | 13. Dezember 2012  | 30. Oktober 2014  |
| Innen                    | Saulius Skvernelis          | * 1970      | Polizeikommissar             | parteilos | November 2014      | 14. April 2016    |
| Innen                    | Tomas Žilinskas             | * 1977      | Verwaltungsjurist            | parteilos | 14. April 2016     | 13. Dezember 2016 |
| Äußeres                  | Linas Antanas Linkevičius   | * 1961      | Elektroingenieur             | LSDP      | 13. Dezember 2012  | 13. Dezember 2016 |
| Justiz                   | Juozas Bernatonis           | * 1953      | Chemiker, Jurist             | LSDP      | 13. Dezember 2012  | 13. Dezember 2016 |
| Umwelt                   | Valentinas Mazuronis        | * 1953      | Architekt                    | TT        | 13. Dezember 2012  | 26. Juni 2014     |
| Umwelt                   | Kęstutis Trečiokas          | * 1957      | Elektromechaniker            | TT        | 17. Juli 2014      | 13. Dezember 2016 |
| Gesundheit               | Vytenis Andriukaitis        | * 1951      | Chirurg                      | LSDP      | 13. Dezember 2012  | 17. Juli 2014     |
| Gesundheit               | Rimantė Šalaševičiūtė       | * 1954      | Verwaltungsjuristin          | LSDP      | 17. Juli 2014      | 17. Februar 2016  |
| Gesundheit               | Juras Požela                | 1982–2016   | Journalist                   | LSDP      | 15. Mrz 2016       | 16. August 2016   |